# I Never Knew
"I Never Knew" är en R&B-låt framförd av den kanadensiska sångerskan Deborah Cox, komponerad av Fred Jerkins III, Isaac Phillips, LaShawn Daniels, Nicolia Tye-v Turman och Rodney Jerkins till Coxs andra studioalbum One Wish (1998).
I "I Never Knew" vars instrument till stor del utgörs av en cembalo, sjunger framföraren om en olycklig relation. Låten gavs ut som skivans femte och sista singel år 2000. Utan någon marknadsföring eller musikvideo klättrade dansremixen av spåret till en första plats på USA:s Billboard Hot Dance Club Play. "I Never Knew" debuterade på listan den 8 juni 2000. Den 12 juli nådde singeln förstaplatsen och blev sångerskans femte listetta Hot Dance Club Play.
"I Never Knew" återfinns på Deborah Coxs remixalbum Remixed, utgiven år 2003.

## Format och innehållsförteckningar
- Amerikansk CD-singel

1. "I Never Knew" (Anthem Vocal) - 10:29
2. "I Never Knew" (Mixshow) - 5:17
3. "I Never Knew" (Radio Edit) - 4:03

## Listor
| Lista (2000)                              | Topp position |
| ----------------------------------------- | ------------- |
| Amerikanska Billboard Hot Dance Club Play | 1             |